# Hornby-with-Farleton
Hornby-with-Farleton est une paroisse civile du Lancashire, en Angleterre.